# Дванаестници
Дванаесторица (арап. اثنا عشرية) или дванаестороимамски шиити, су присталице наука о дванаесторици имама. Познати су и као имамити и важе као главна (најбројнија) грана шиита. Дванаестороимамска вјера је званична у Ирану од времена Сафавидске династије 1501. године. Значајна је и у Ираку, Либану и Пакистану.
Дванаестороимамци разликују се од седмороимамских исмаилита. Они вјерују, да ће се једног дана дванаести имам, звани имам Махди (очекивани), који се у 11. веку прекрио код Самаре надомак Багдада, приказати и направити свет праведнији.
Имамат се преноси Алаховом вољом, почевши од Мухамеда и имам Алије. Имамима се приписују божанске вредности, што је код сунита безбожништво односно кривовјера. 
Иако дванаестороимамци врше хаџилук у Меку за њих је гроб имама у Карбали (имам Хусеин – Алијев син ), Наџафу (имам Али), Казимајну (Казими) и у иранскоме Машхаду (гроб осмог Имама) већег значаја. 